# Peeya Rai Chowdhary
Pour les articles homonymes, voir Chowdhary.
Peeya Rai Chowdhary (ou Peeya Rai Choudhuri) est une actrice indienne.

## Biographie
Elle a fait ses études à Mumbai. Elle a joué dans Gurinder Chadha, Bride and Prejudice (Coup de foudre à Bollywood) et The Bong Connection. En 2005, elle se marie au top model Shayan Munshi. Ils se séparent en 2010. 

## Filmographie
- 2006 : The Bong Connection
- 2006 : The Truck of Dreams (2006)
- 2005 : Home Delivery: Aapko... Ghar Tak : employée de la Pizza Mommy
- 2005 : My Brother... Nikhil : Catherine
- 2004 : Vaastu Shastra : Radhika
- 2004 : Bride & Prejudice : Lakhi Bakshi[2],[3]
- 2003 : Chupke Se : Sheetal
- 2003 : Darna Mana Hai
- 2003 : Bhoot : Peeya